# Frédéric Brun (écrivain)
Pour les articles homonymes, voir Frédéric Brun et Brun.
Frédéric Brun, né le 30 juin 1960, est un écrivain français. Il a notamment reçu le Prix Goncourt du premier roman en 2007 et le prix Québec-France Marie-Claire Blais en 2009 pour son livre Perla. En 2015, il fonde les éditions Poesis autour de la relation poétique avec le monde.

## Auteur
Frédéric Brun a publié aux Éditions Stock une trilogie romanesque, pour laquelle il a reçu plusieurs prix littéraires, notamment le prix Goncourt du premier roman pour Perla, ainsi que celui décerné par l’association Écritures et Spiritualités pour Une prière pour Nacha
En 2007, il publie son premier livre, Perla. Peu après la mort de sa mère, Perla, déportée cinquante ans plus tôt à Auschwitz, il tente de comprendre son épreuve et lit de nombreux témoignages sur les camps. Étrangement, au même moment, il se sent attiré par les poètes allemands Novalis, Hölderlin, Friedrich Schlegel et le peintre Caspar David Friedrich. Hymne à la mère, c’est aussi un livre de correspondances et de questionnement, sur l’amour, la mort, la naissance et la transmission.
En 2008, parution d’un deuxième livre : Le Roman de Jean. Il retrace le parcours de son père Jean Dréjac, auteur de chansons, à partir de fragments et de brouillons. Après sa disparition, face aux interrogations sur l’au-delà, il trouve un apaisement auprès des philosophes antiques.
En 2010, il termine sa trilogie familiale avec Une prière pour Nacha. Nacha souffre de la maladie d’Alzheimer. Au moment où il assiste à la fin de son existence, le narrateur s’aperçoit que l’histoire de la branche de sa famille ne lui a pas été racontée. Il va faire une enquête en Pologne et grâce à un Yizker-bukh, un livre du souvenir, il va parvenir à connaître quelques détails de la vie de ses ancêtres. Une prière pour Nacha est un livre d’espérance à la croisée des religions.
Perla et Le Roman de Jean ont été réédités par Poesis en 2020 et 2023.

## Fondateur des éditions Poesis
En 2015, Frédéric Brun fonde les éditions Poesis dont le programme éditorial, à la croisée des disciplines, se consacre à la relation poétique avec le monde. Poesis publie deux ouvrages pendant l'année de sa fondation : Poésie, réel absolu de Novalis (trad. Laurent Margantin) et Novalis et l'âme poétique du monde de Frédéric Brun lui-même.
Ce dernier assure la conception, le choix des textes et l'avant-propos de l'anthologie Habiter poétiquement le monde, publiée en 2016 puis revue et augmentée en 2020. Le titre de l'anthologie renvoie à un vers du poète allemand Hölderlin et rassemble des textes de plus de cent cinquante auteurs rappelant la nécessité d'habiter poétiquement le monde.
Poesis publie de nombreux ouvrages depuis 2017 (Qu'est ce que le poétique de Jean Onimus ; Un petit monde, un monde parfait de Marco Martella ; Le plâtrier siffleur de Christian Bobin ; l'anthologie La Beauté ; La Vénus encordée de Carles Diaz ; Ce que dit le nuage d'Enza Palamara ; La poésie de la terre ne meurt jamais de John Keats (trad. Thierry Gillyboeuf et Cécile A. Holdban) ; L'arbre face au monde de Carles Diaz ; Le mouvement géopoétique de Kenneth White ; Des oasis de poésie d'Edgar Morin ; La grâce et la rencontre de Colette Nys-Mazure ; L'immensité intime d'Henri Gilbert et Prière à l'aube de Marc Alexandre Oho Bambe); La Mer, le Ciel, le Soleil de Paul Valéry; L’Invisible dans l'arbre d'Alexandre Hollan.

## Prix littéraires

### Perla
- Lauréat du Goncourt du Premier Roman (2007)
- Nommé pour le Prix France Culture-Télérama (2007)
- Nommé à la Bourse de la Découverte de la Fondation Prince Pierre de Monaco (2007)
- Lauréat du Prix littéraire Québec-France Marie-Claire Blais (2009)

### Une prière pour Nacha
- Lauréat du Prix des écrivains croyants[2] renommé Prix Écritures & Spiritualités (2010)

### Novalis et l'âme poétique du monde
- Sélection finale du Prix Femina essai (2015)

## Activité musicale
En 1992, il est l'auteur de plusieurs chansons de l'album Cornouailles de Pierre Sandra ainsi que de la chanson Le regard de Vincent, dont le compositeur Romain Didier est l'interprète sur le C.D. Place de l'Europe. Quelques années plus tard avec le même complice, il rend hommage à Léo Ferré dans une chanson intitulée Français toscan de Monaco
En 1996, il assure la production artistique de l'album Songs de France, prix de l'Académie Charles Cros.
En 1998, associé à Franck Roussel, il produit le conte musical d'Allain Leprest et Romain Didier, raconté par Jean-Louis Trintignant, Pantin Pantine.

## Collaborations
-2015 : Huffington Post, article "La nécessité d'habiter poétiquement le monde".
-2024 : Zone critique, revue n°4 La Fête, "Le cœur en fête". 
-2024 : Paris est un livre de Alexis Margowski et Martin Bruno chez Keribus éditions, article "Flâner avec les poètes".

## Hommages
Il est le fils du parolier français Jean Dréjac (nom de plume de Jean Brun), auteur de Sous le ciel de Paris de Piaf ou Ah ! Le petit vin blanc .  Les chansons écrites par son père font l'objet d'hommages réguliers, notamment à son initiative.
-1994 : Pour ses 50 ans de chansons, il produit l'album Sous le ciel de Paris où Jean Dréjac chante ses plus grands succès et un spectacle à L'Olympia,
-2006 : Avant-propos et choix des textes pour l'ouvrage intitulé Comme elle est longue à mourir ma jeunesse, aux éditions Christian Pirot.
-2023 : Conception et texte de présentation du coffret 3 CDs Juke-box troubadour, en hommage à Jean Dréjac pour DB Productions éditions musicales (label EPM Musique), à l'occasion des 20 ans de sa disparition.
-2024 :  Des extraits de son livre Le Roman de Jean sont utilisés pour un spectacle dans le cadre du programme À travers chants produit par AIDA  en Isère. (Mise en scène de Gersende Michel, orchestrations de Roman Didier et participation de 1600 enfants pour 5 représentations)